# Prêt-à-porter (pel·lícula)
Prêt-à-porter és una pel·lícula estatunidenca escrita, dirigida i produïda per Robert Altman i estrenada l'any 1994. Es va rodar durant la setmana de la moda a París a la primavera de 1994 i es pot veure-hi una multitud d'estrelles internacionals, d'estilistes i de top models. Ha estat doblada al català.

## Argument
A París, març 1994, és la setmana de la moda amb el món que gravita al seu voltant. Mentre que la periodista Kitty Potter enllaça les entrevistes de les estrelles de la moda, Olivier de la Fontaine, el president del sindicat del prêt-à-porter es troba en el cotxe de l'amant amb Sergio, un estrany personatge que porta la mateixa corbata que ell. Olivier mor bruscament mentre que el cotxe ha atrapat en un embús en el Pont Alexandre III. Sergio s'escapoleix saltant al Sena. Ni Isabelle, la vídua d'Olivier, ni Simone Lowenthal, anomenada Simone Lo, no semblen lamentar la mort d'Olivier sobre la qual investiguen els inspectors Tantpis i Forget. A Joe Flynn, periodista esportiu que estava a punt d'abandonar el seu hotel, el seu periòdic li demana investigar sobre aquesta misteriosa mort, però, quan vol tornar a ocupar la seva habitació, aquesta ha estat assignada a l'enigmàtica Anne Eisenhower que ha perdut el seu equipatge a Roissy.

## Repartiment
- Marcello Mastroianni: Sergei / Sergio
- Sophia Loren: Isabella de la Fontaine
- Jean-Pierre Cassel: Olivier de la Fontaine
- Kim Basinger: Kitty Potter
- Chiara Mastroianni: Sophie Choiset
- Stephen Rea: Milo O'Brannigan
- Anouk Aimée: Simone Lowenthal
- Rupert Everett: Jack Lowenthal
- Rossy de Palma: Pilar
- Tara Leoni: Kiki Simpson
- Georgianna Robertson: Dane Simpson
- Lili Taylor: Fiona Ulrich
- Ute Lemper: Albertine
- Forest Whitaker: Cy Bianco
- Tom November: Reggie
- Richard E. Grant: Cort Romney
- Anne Canovas: Violetta Romney
- Julia Roberts: Anne Eisenhower
- Tim Robbins: Joe Flynn
- Lauren Bacall: Slim Chrysler
- Lyle Lovett: Clint Lammeraux
- Tracey Ullman: Nina Scant
- Sally Kellerman: Sissy Wanamaker
- Linda Hunt: Regina Krumm
- Teri Garr: Louise Hamilton
- Danny Aiello: Major Hamilton
- Jean Rochefort: Inspector Tantpis
- Michel Blanc: Inspector Forget

### Aparicions
- François Cluzet: Ajudant de Nina
- Kasia Va Figurar: Ajudant de Sissy
- Sam Robards: Ajudant de Regina
- Tapa Sudana: Kerut
- Yann Collette: Coronel
- Alexandra Vandernoot: Sandra de la Notte, reporter de Sky TV
- Jocelyne Sant Denis: Director de l'hotel
- André Penvern: Recepcionista de l'hotel
- Maurici Lamy: Groom
- Pascal Mourier: Cameràman de FAD TV
- Adrien Stahly: Enginyer del so de FAD TV
- Denis Lepeut: Enginyer del so de FAD TV

### En el seu propi paper
- Harry Belafonte
- Björk
- Paolo Bulgari
- Anello Capuano
- Cher
- Helena Christensen
- David Copperfield
- Gamiliana
- Elsa Klensch
- Serge Molitor
- Claude Montana
- Tatjana Patitz
- Diane Pernet
- Nicola Trussardi
- Sonia Rykiel
- Jean-Paul Gaultier
- Christian Lacroix
- Issey Miyake
- Thierry Mugler
- Gianfranco Ferré (col·lecció Christian Dior)
- Jean Barthet

Top models
- Susie Bick
- Carla Bruni
- Naomi Campbell
- Linda Evangelista
- Ève Salvail
- Claudia Schiffer
- Adriana Sklenaříková
- Tatiana Sorokko
- Christy Turlington

## Al voltant de la pel·lícula
- Miramax, pensant que els americans no comprendrien un títol en francès, va treure aquest film amb el títol Ready to Wear als Estats Units. En altres països, s'ha utilitzat el títol Prêt-à-porter.
- L'escena final de la desfilada de maniquís en nu integral, que provoca l'estupefacció i la dimissió de Kitty Potter, està inspirada d'una foto de l'àlbum "Work" de Helmut Newton.

## Rebuda
- Premis Globus d'Or 1995:
- Nominació al Globus d'Or a la millor pel·lícula
- Nominació al Globus d'Or a la millor actriu secundària per Sophia Loren
- Crítica: "Desfilades, famosos i una pobra intriga. Altman en hores baixes"[3]